# Bernried (Alsó-Bajorország)
Bernried település Németországban, azon belül Bajorországban. Lakosainak száma 4763 fő (2023. december 31.). Bernried Offenberg, Metten, Grafling, Gotteszell, Achslach és Schwarzach községekkel határos.

## Népesség
A település népessége az elmúlt években az alábbi módon változott:
| Lakosok száma | 875  | 1027 | 4072 | 4738 | 4782 | 4700 | 4681 | 4744 | 4764 | 4763 |
|               | 1961 | 1975 | 1987 | 2012 | 2013 | 2015 | 2016 | 2019 | 2021 | 2023 |